# Sanagasta
Sanagasta è una città dell'Argentina, appartenente alla provincia di La Rioja, situata a 20 km dal capoluogo provinciale.